# Hanna Świętnicka
Hanna Świętnicka (ur. 1984 w Gdańsku) – polska aktorka teatralna, filmowa i serialowa. W 2007 roku ukończyła Państwową Wyższą Szkołę Teatralną im. Ludwika Solskiego w Krakowie na zamiejscowym Wydziale Lalkarskim we Wrocławiu. Jeden z jej spektakli dyplomowych to "Raj srdce, labirynt sveta" zrealizowany w ramach stypendium w koprodukcji ze szkołami teatralnymi w Pradze i Bratysławie.

## Kariera zawodowa
Pracowała w Teatrze Lalek Rabcio w Rabce Zdroju (2007-2008), Nowym Teatrze im. Witkacego w Słupsku, Teatrze im. Aleksandra Sewruka w Elblągu (2009-2013). Od 2013 roku zawodowo związana z Teatrem Lalki i Aktora „Kubuś” w Kielcach, gdzie gra w spektaklach (m.in. Gerdę w “Królowej Śniegu” w reżyserii Roberta Drobniucha i Czerwonego Kapturka w “O Wilku i Czerwonym Kapturku” w reżyserii Przemysława Żmiejko). Prowadzi warsztaty teatralne dla dzieci i dorosłych, a także jest autorką i koordynatorką projektów artystycznych i edukacyjnych. W wolnym czasie dubbinguje bajki na kanale Cbeebies.

### Teatr
| Tytuł                                | Reżyser                     | Rola                                      | Teatr                                     | Premiera   |
| ------------------------------------ | --------------------------- | ----------------------------------------- | ----------------------------------------- | ---------- |
| Olbrzymy z krainy lodu               | Bielunas Jerzy, Głuch Aneta | Zając                                     | Wydziały Zamiejscowe PWST Kraków, Wrocław | 2007-01-14 |
| Kum i Plum                           | Monika Gerbocová            | Żółw, Bryk                                | Teatr Lalek Rabcio, Rabka Zdrój           | 2007-09-29 |
| O...! Czerwony Kapturek!             | Tondera Maciej K.           | Czerwony Kapturek                         | Teatr Lalek Rabcio, Rabka Zdrój           | 2008-02-23 |
| Awantura o Basię                     | Kustosik Daniel             | Stanisława Olszańska                      | Nowy Teatr, Słupsk                        | 2009-05-16 |
| Mazepa                               | Żiła Wiaczesław             | Amelia/Dama dworu                         | Teatr im. Aleksandra Sewruka, Elbląg      | 2009-11-07 |
| Gang Słowika                         | Grabowski Krzysztof         | Kot/Plotkarka                             | Teatr im. Aleksandra Sewruka, Elbląg      | 2010-02-20 |
| Ruski miesiąc                        | Castellanos Giovanny        | Kasia                                     | Teatr im. Aleksandra Sewruka Elbląg       | 2010-03-27 |
| Hermes przeszedł, czyli mity greckie | Hofman Artur                | Aktorka I – Eurydyka, Afrodyta, Kora      | Teatr im. Aleksandra Sewruka Elbląg       | 2010-11-07 |
| O co biega?                          | Sławiński Marcin            | Ida                                       | Teatr im. Aleksandra Sewruka Elbląg       | 2011-03-26 |
| Letnicy                              | Kotański Michał             | Sonia                                     | Teatr im. Aleksandra Sewruka Elbląg       | 2012-03-24 |
| Moralność Pani Dulskiej              | Siedler Mirosław            | Lokatorka                                 | Teatr im. Aleksandra Sewruka Elbląg       | 2012-10-06 |
| Królowa Śniegu                       | Drobniuch Robert            | Gerda                                     | Teatr Lalki i Aktora „Kubuś”, Kielce      | 2014-02-08 |
| O Wilku i Czerwonym Kapturku         | Żmiejko Przemysław          | Czerwony Kapturek, Zajączek, Narrator III | Teatr Lalki i Aktora „Kubuś”, Kielce      | 2016-09-24 |

### Filmografia
| Film/serial                      | Rok         | Rola                               |
| Pierwsza miłość Serial fabularny | 2004 – 2017 | Urszula (koleżanka Renaty Tomczak) |
| Fala zbrodni Serial fabularny    | 2006        | Dziennikarka (odc. 54)             |
| Wyklęty Film fabularny           | 2017        | Bronka                             |

## Życie prywatne
Jest mężatką (Daniel Wiśniewski) i mamą dwójki dzieci.